# Piotr Stanisław Godebski
Piotr Stanisław Godebski herbu Godziemba – chorąży piński w latach 1700-1712.
Poseł na sejm 1703 roku z powiatu pińskiego.